# ويلسون دبليو. هوفر
ويلسون دبليو. هوفر (بالإنجليزية: Wilson W. Hoover)‏ هو قاضي أمريكي، ولد في 1849 في آيوا في الولايات المتحدة، وتوفي في 22 فبراير 1926 في نيويورك في الولايات المتحدة.